# گریپ (عکاسی)

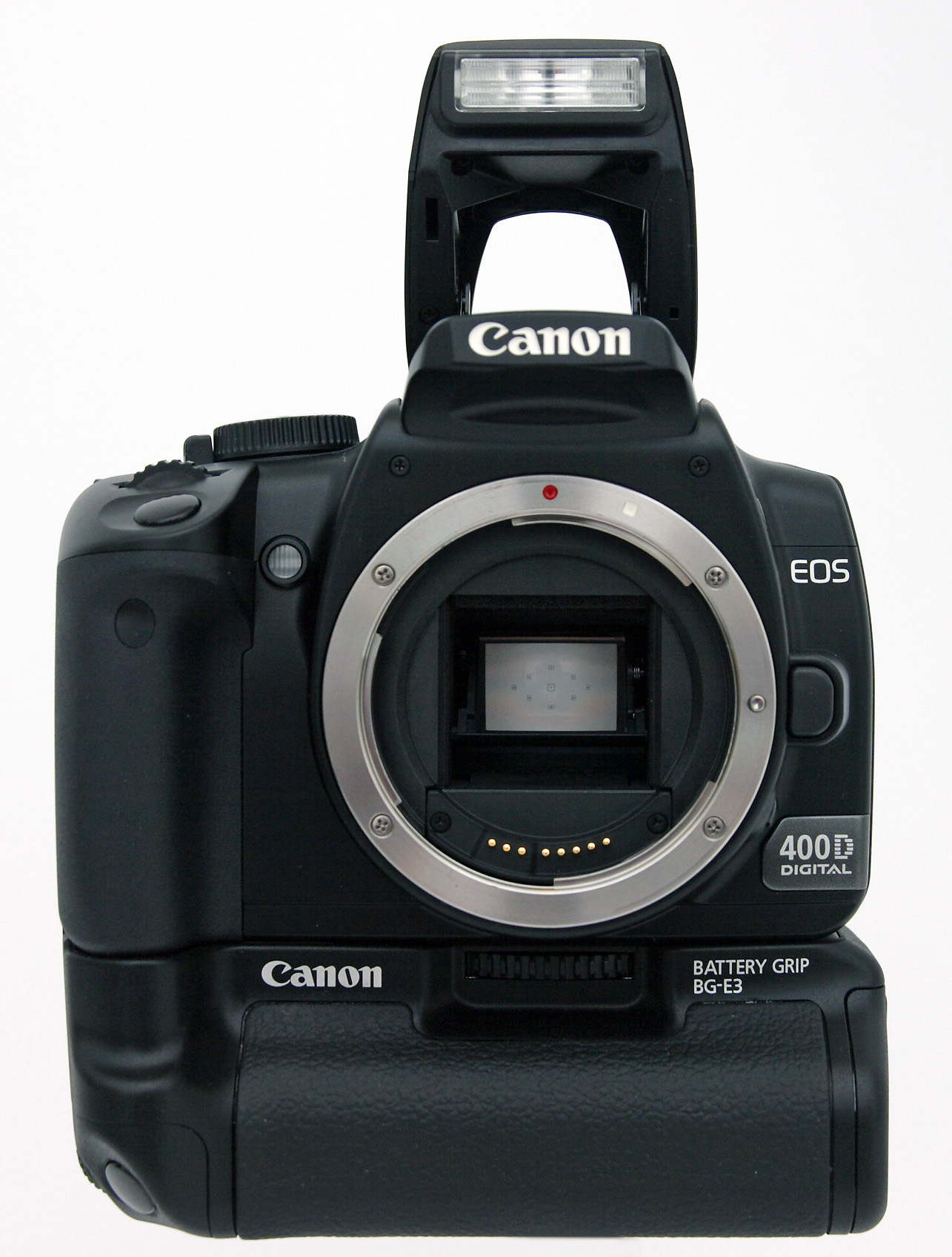
یک گریپ، متصل شده به دوربین کانن

گریپ یک نوع خشاب باتری است که به زیر دوربین متصل می‌شود و دو کارکرد مفید دارد:
- فراهم کردن امکانات بیش تر برای تأمین انرژی دوربین
- ساده کردن عکاسی در حالت عمودی

در مورد تأمین انرژی، اولین کارکرد گریپ این است که امکان‌پذیرش دو باتری دارد، در نتیجه دوربین می‌تواند دو برابر حالت معمولی انرژی داشته باشد. برای اتصال گریپ به دوربین قسمتی هم اندازهٔ باتری دارد که پس از برداشتن در ِ قسمت باتری، در آن فرو می‌رود. علاوه بر آن پیچی دارد که در مادگی پیچ ِ سه پایه دوربین قرار گرفته و از این طریق کاملاً محکم می‌شود. البته مشخص است که زیر گریپ مادگی ِ دیگری برای اتصال به سه پایه وجود دارد.